# Ismail Ndroqi
Ismail Effendi Ndroqi (* 1876 in Tirana; † 1944 ebenda) war ein albanischer Politiker und Philosoph. Er war von 1917 bis 1922 der Oberbürgermeister von Tirana, das 1920 zur Hauptstadt Albaniens wurde.

## Leben
Geboren 1876 in Tirana, Hauptstadt Albaniens, kam er aus einer Familie, die bereits bei der albanischen Revolte von 1843 bis 1844 und der von 1847 aktiv war. Nachdem er seine Studien in der Madrasah ǧāmiʿah von Konstantinopel vollendete, kehrte er nach Albanien zurück. Als Unterstützer von Avlonyalı İsmail Kemal Bey war er einer der örtlichen Führer von Tirana bei der Unabhängigkeitserklärung Albaniens. Ndroqis Unterstützung für Kemal Bey provozierte die Gegnerschaft von Essad Pascha Toptani, der – um den Einfluss von Ndroqi zu mindern – ihn 1913 zum Mufti von Shijak in 1913 und 1914 von Kavaja versetzte. 1916 wurde er zum Bürgermeister von Tirana gewählt und ersetzte darin 1917 Servet Libohova – ein Posten den Ndroqi bis 1922 hielt. In seinem Amt als Bürgermeister ließ er mehrere Schulen und das erste Krankenhaus sowie Waisenhaus der Stadt gründen. Ndroqi war ein Mitinitiator des Kongresses von Tirana (19. und 20. Dezember 1918) und Delegierter im Durrës-Kongress (25.–27. Dezember 1918). Er gründete auch das Freiwilligenbataillon von Tirana, das im Vlora-Krieg gegen die italienische Armee kämpfte. Ndroqis Zeit als Bürgermeister von Tirana war die längste bis zur Etablierung der Sozialistischen Volksrepublik Albanien nach dem Zweiten Weltkrieg.
1928 zog er sich aus der Politik zurück und fokussierte sich auf seine theologischen Studien, wobei er religiösen Fundamentalismus und Obskurantismus anprangerte. Von 1928 bis 1939 diente er auch als Mufti von Durrës.
Sein Sohn Shefqet Ndroqi wird als der Vater der Pneumologie in Albanien betrachtet, und ein Krankenhaus in Tirana wurde nach ihm umbenannt, wobei er auch ein Ehrenbürger der Stadt ist. Ndroqis Enkel Zamir ist ebenfalls ein Doktor.